# Cratere Finvara
Finvara è un cratere sulla superficie di Ariel.
Il cratere è dedicato all'omonimo re degli spiriti che, nel folklore irlandese, dona cavalli e vino agli uomini. 